# Patrick McGrath (Schriftsteller)

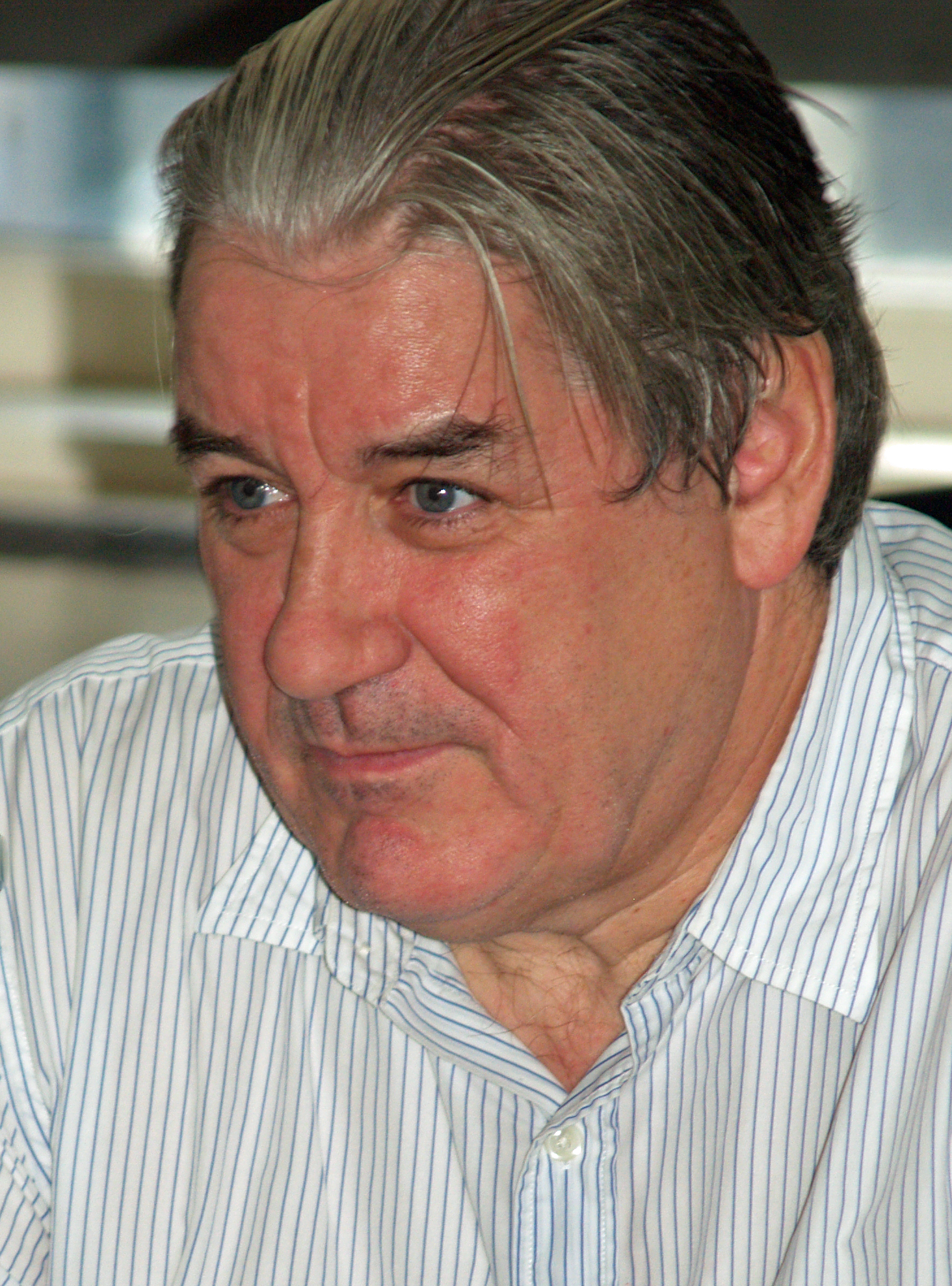
Patrick McGrath beim Brooklyn Book Festival 2008

Patrick McGrath (* 7. Februar 1950 in London) ist ein britischer Autor, dessen Werk dem Genre des Schauerromans zugerechnet wird. Wiederkehrende Themen sind psychische Störungen, Homosexualität und Ehebruch. McGrath bedient sich oft des Stilmittels des Unzuverlässigen Erzählens, das heißt: die Aussagen des (sonst üblicherweise allwissenden) Erzählers stellen sich mit dem Fortgang der Handlung teilweise als falsch heraus.
Patrick McGrath ist mit der Regisseurin und Schauspielerin Maria Aitken verheiratet und lebt in New York City.

## Romane
- 1989 The Grotesque (verfilmt von John-Paul Davidson, siehe The Grotesque)
  - Groteske, dt. von Brigitte Walitzek; S. Fischer, Frankfurt am Main 1990, ISBN 3-10-049203-X.
- 1990 Spider (verfilmt von David Cronenberg, siehe Spider)
  - Spider, dt. von Brigitte Walitzek; S. Fischer, Frankfurt am Main 1992, ISBN 3-10-049205-6.
- 1993 Dr Haggard's Disease
  - Dr. Haggards Krankheit, dt. von Brigitte Walitzek; S. Fischer, Frankfurt am Main 1994, ISBN 3-10-049209-9.
- 1996 Asylum (verfilmt von David Mackenzie, siehe Stellas Versuchung)
  - Stella, dt. von Brigitte Walitzek; Berlin Verlag, Berlin 1997, ISBN 3-8270-0220-6.
- 2000 Martha Peake: A Novel of the Revolution
- 2004 Port Mungo
  - Port Mungo, dt. von Heidi Zerningk; Berlin Verlag, Berlin 2004, ISBN 3-8270-0537-X.
- 2008 Trauma
- 2013 Constance
  - Constance, dt. von Brigitte Walitzek; Oktaven, Stuttgart 2021, ISBN 978-3-7725-3025-8.
- 2017 The Wardrobe Mistress
  - Die Gewandmeisterin, dt. von Brigitte Walitzek; Oktaven, Stuttgart 2018, ISBN 978-3-7725-3007-4.
- 2021 Last Days in Cleaver Square

## Kurzgeschichtensammlungen
- 1989 Blood and Water and Other Tales
  - Wasser und Blut: Erzählungen, dt. von Brigitte Walitzek; S. Fischer, Frankfurt am Main 1989, ISBN 3-10-049202-1.
- 2005 Ghost Town: Tales Of Manhattan Then And Now
  - Ghost town. Drei Geschichten aus Manhattan, dt. von Brigitte Walitzek; Berlin Verlag, Berlin 2006, ISBN 3-8270-0685-6.
- 2018 Writing Madness

## Kritik
- Florian F. Marzin über Groteske: "Der Leser erfährt dies alles nur durch die Augen des Protagonisten, der die Ereignisse ohne Zweifel nicht objektiv darstellt. So findet im Kopf von Coal ein Verwirrspiel aus Wahrheit und Beschönigung statt, das nur schwer, wenn überhaupt, zu enträtseln ist. Nie kann man sich sicher sein, ob das, was uns der Protagonist mitteilt, sich so oder anders oder überhaupt nicht ereignet hat. Alles ist durch den Geist des Ich-Erzählers gefiltert... Patrick McGrath erweist sich als virtuoser Beherrscher der Sprache, sein Stil ist dicht und gedrängt, wobei es ihm trotz der nicht einfachen Konstellation des Plots gelingt, den Leser in seinen bzw. den Bann seines Protagonisten zu schlagen."[1]

## Belege
1. ↑  Vgl. Wolfgang Jeschke (Hrsg.): Das Science Fiction Jahr 1991, Wilhelm Heyne Verlag München, ISBN 3-453-04471-1, S. 751 f.

| Personendaten    | Personendaten    |
| ---------------- | ---------------- |
| NAME             | McGrath, Patrick |
| KURZBESCHREIBUNG | britischer Autor |
| GEBURTSDATUM     | 7. Februar 1950  |
| GEBURTSORT       | London           |